# 복야
복야(僕射)는 중국의 고대 관직이다. 중국 진(秦), 한(漢) 시대에는 관리의 군사 훈련을 맡아 실시하는 책임자에게 주어 졌다. 훗날 일부 문관직 차관 ・ 보좌의 명칭이 되었다.
송 휘종 이후 차츰 폐지되었다.

## 이름
'복야'라는 관직 이름에 대해 응소의 《한관의주》(漢官儀註)에는 "복(僕)은 주(主)이다. 옛날에는 무사(武事, 군사)를 중시하였으므로 관직마다 반드시 활 쏘는 것을 주관하는 자(主射)가 있어 이를 감독하고 고과를 매겼으므로 그렇게 이름하였다."(僕, 主也. 古者重武事, 每官必有主射督課之, 故名)라고 설명하고 있다.
「射」라는 글자는 「사」로 읽지만, 고대 중국에서는 「야」(Ye)로 읽는 것이 관용적이었다. 청대(清代)의 학자 하작(何焯)은 사(射)를 「야」(夜)와 같은 음으로 보는 것은 잘못되었다고 자신의 저술에서 주장하였는데, 이는 이전부터 이미 이 글자를 '사' 말고 '야'로 읽는 예가 중국에서 존재하고 있었음을 알 수 있다.

## 상세
《주례》(周禮) 하관지 사인(射人)에는 “若有国事，則掌其戒令，詔相其事。掌其治达；以射法治射儀。”라고 하여 고대 중국의 상(商), 주(周)의 왕족들이 사례(射禮) 즉 활쏘기 의례를 매우 중시하였다고 전하고 있다. 남송의 유학자 주자(朱子)는 “예에 복인사(僕人師)가 오른쪽을 부축하고 사인사(射人師)가 왼쪽을 부축한다고 하였다”라고 하였는데, 중국에서는 '복야'라는 관직이 상고 시대 주 왕조의 관직에 기원을 두고 있다고 여겨졌던 것으로 보인다.
복야라는 이름의 관직이 등장하는 것은 진 왕조 때의 일로, 이미 전국 시대부터 무관을 중시하던 기풍에 따라 전국 시대 각국에서는 군사 관련 업무 담당자뿐 아니라 민정, 내정을 담당하는 자들에게도 활쏘기 훈련을 시행하도록 하였고, 때문에 이를 위한 감독 겸 보좌를 배치하였던 것을 진 왕조에서도 답습한 것이다. 좌우 신하들의 활쏘기를 주관한, 일종의 관리를 대상으로 한 '군사 교관'이었으며, '복야'라는 이름도 여기에서 유래한다.
복야는 단순하게 「복야」라는 이름이 붙은 관직뿐 아니라, 복야라는 관직으로써 통솔하는 집단, 또는 그 관직으로써 주관하는 관청의 이름을 붙인 관직명으로도 쓰였다. 예를 들어 알자(謁者)라는 관리를 거느리고 있는 경우 알자복야(謁者僕射), 상서성(尙書省)이라는 관청에 속해 있는 경우 상서복야(尚書僕射)라고 불리는 경우이다. 이런 가운데 상서좌복야(尚書左僕射), 상서우복야(尚書右僕射)라는 식으로 좌(左) · 우(右) 두 명을 두기도 하였다.
진대에는 대부분의 관청에 이러한 '복야'가 있었으며, 각 관서의 '차관'급 위치에 있었다. 《사기》(史記)에는 진 왕조 말기에 박사복야(博士僕射), 위령복야(衛令僕射)라는 관직이 있었음을 언급하고 있다. 한 왕조에서도 진 왕조와 마찬가지로 복야가 각 관청마다 존재하였는데, 전한(前漢)의 경우는 많을 때 수십 명 이상의 문관 또는 무관들의 위에 '복야'가 위치했고, 후한(後漢)에서도 그대로 이어졌으나, 일부는 무관으로써의 성격을 잃고 그 관청의 행정직 차관으로써 존재하였다.
한대 이후 '복야'라는 이름이 붙은 관직은 상서복야(尙書僕射)만 존재했다. 남북조(南北朝) 이후로 수(隋), 당(唐), 오대(五代), 송(宋)은 물론 이민족 왕조인 요(遼), 금(金) 모두 상서복야가 재상(宰相)으로써 그 임무를 수행하였는데, 당의 경우는 상서성의 최고 장관직인 상서령(尙書令)을 공석으로 두는 것이 관례가 되면서 자연스럽게 상서성의 차관직인 좌우 복야가 상서령을 대신해 실질적인 '재상'의 위치에서 그 업무를 수행하게 되었다.
송 휘종 때 좌 · 우 복야의 이름을 각각 태재(太宰), 소재(小宰)로 바꾸면서, 이후 복야라는 이름은 실무 관직으로써는 더 이상 존재하지 않게 되었다. 다만 재상직에 대한 아칭(雅稱) 가운데 하나로써 존재하였다. 한국이나 일본, 베트남 등에서도 '복야' 관직이 존재했으며, 재상을 가리키는 아칭으로 쓰였는데, 일본에서 우다이진(右大臣) 관직에 임명된 도쿠가와 이에야스를 우복야(右僕射)라고 부르기도 하였다(호코지 종명 사건 참조).

## 같이 보기
- 대사례(大射禮)
- 향사례(鄕射禮)